# Mahra

Drapeau

La province de Mahra (en arabe : Al Mahrah المهرة) est un gouvernorat (Muhafazah) du Yémen dans le sud de la péninsule arabique, à la frontière du Dhofar (Oman), située dans la zone de l'ancien sultanat de Mahra, sa capitale est Al Ghaydah.

## Géographie
La superficie est d'environ 98 249 km2 et une population de 89 100 habitants, soir une densité de 0,9 hab./km2.

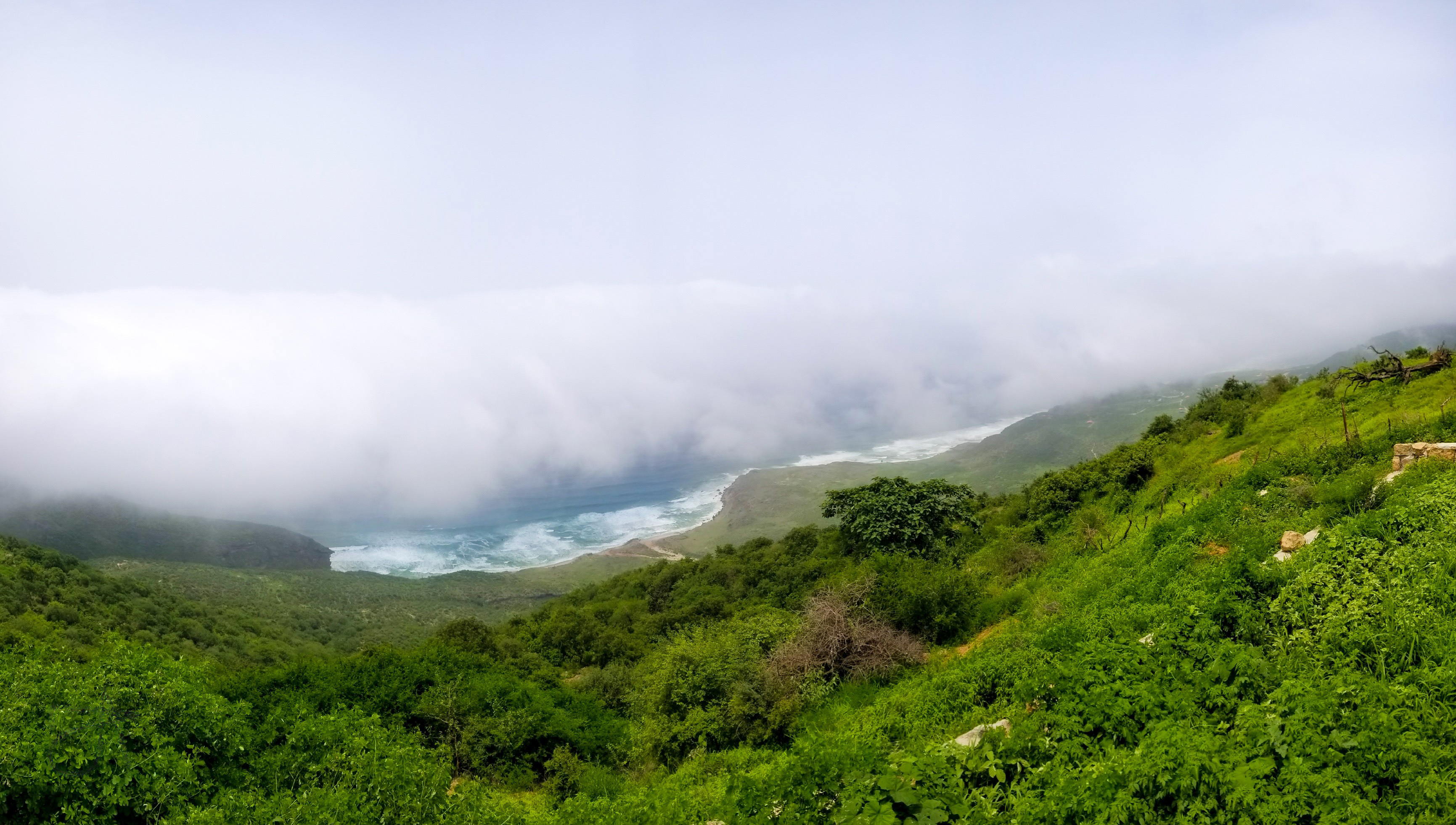
al-Hawf à al-Mahrah pendant la saison annuelle de Khareef

Les deux langues courantes sont l'arabe et le mehri, une langue sudarabique moderne.
La géographie d'Al Mahrah est similaire à celle du Dhofar : pics rigides s'élevant à environ 1 300 mètres, désert du Rub al-Khali au nord. Le long de ses côtes, près de la frontière avec Oman, Al Mahrah est touchée par la mousson saisonnière, ou khareef. 
Durant cette période, les montagnes engrangent l'eau, l'atmosphère devient humide et brumeuse, la végétation transforme vite la côte aride en vallées luxuriantes et en forêts. D'où le Parc National Hauf, Hauf National Park.

## Histoire ancienne
La région a été un État indépendant jusqu'en 1967.
La tribu de Mahra va de l’Hadramaout  jusqu’à l’actuel sultanat d’Oman. Elle aurait donné son nom à la race Méhari de chameaux.

## Curiosités
- Un tombeau réputé être celui du prophète Houd
- Le Puits de Barhout, une cavité naturelle de sinistre réputation.

## Districts
- Al Ghaydah District
- Al Masilah District
- Hat District
- Hawf District
- Huswain District
- Man'ar District
- Qishn District
- Sayhut District
- Shahan District